# Курт Клингер
Курт Клингер (на немски: Kurt Klinger) е австрийски поет, белетрист, есеист, публицист и литературен и театрален критик, роден в Линц.

## Живот
Клингер следва театрознание, германистика и философия във Виенския университет. Завършва с докторат по философия. В продължение на повече от двадесет години (1955-1977) е драматург в Линц, Грац, Дюселдорф, Франкфурт на Майн и Цюрих. От 1978 г. е писател и публицист на свободна практика във Виена. Ръководи „Австрийското литературно дружество“ и издава авторитетното списание „Литератур унд критик“, както и списанието за театър „Ди Рампе“.

## Литературен път
Литературния си път Курт Клингер започва като поет със стихосбирките „Хармония от кръв“ (1951), „На гости на Земята“ (1956) и „Нишките на съдбата“ (1959). Следват поетическите книги „Лъвски глави“ (1977), „На лимеса“ (1980), „Празникът на черешите“ (1984), „Скок във времето“ (1987), „Спомени за градини“ (1989) и „Цъфтящият кораб“ (1998). В 1967 г. издава сборника с разкази „Четвъртата стена“. Автор е и на пиесата „Места на действието“ (1971). Освен това Клингер публикува редица книги с есеистика – „Конфронтации“ (1973), „Театър и табу“ (1984), „От втори поглед. Нови срещи с шедьоври на литературата“ (1994) и „Немилостта на раждането. Литературата като съдба“ (1999).

## Награди и отличия
- 1954: Preis des Kulturringes der oberösterreichischen Wirtschaft
- 1955: Förderungspreis des Bundesministeriums für Unterricht und Kunst für Literatur
- 1963: Förderungsbeitrag des Wiener Kunstfonds der Zentralsparkasse Wien für Literatur
- 1971: Förderungspreis des Landes Oberösterreich für Literatur
- 1973: Förderungspreis für Literatur des Theodor Körner-Stiftungsfonds
- 1978: Verleihung des Professoren-Titels
- 1979: Preis des Wiener Kunstfonds der Zentralsparkasse Wien für Literatur
- 1983: „Културна награда на провинция Горна Австрия“ (за литература)
- 1984: „Награда Георг Тракл за поезия“
- 1986: „Награда Антон Вилдганс“
- 1988: Ehrenmedaille der Bundeshauptstadt Wien in Gold
- 1988: „Награда Франц Теодор Чокор“ на австрийския ПЕН клуб
- 1996: Österreichisches Ehrenzeichen für Wissenschaft und Kunst